# Orlando de la Torre
Orlando de la Torre (Trujillo, 21 de novembro de 1943 – 24 de agosto de 2022) foi um futebolista peruano.

## Carreira
La Torre atuou a maior parte da carreira no Sporting Cristal, com o qual conquistou quatro vezes o campeonato nacional em 1961, 1968, 1970 e 1972. Também jogou no Barcelona de Guayaquil, no Sport Boys, no Atlético Chalaco e no Juan Aurich.
Competiu na Copa do Mundo FIFA de 1970, sediada no México, na qual a seleção de seu país terminou na sétima colocação dentre os dezesseis participantes.

## Morte
La Torre morreu em 24 de agosto de 2022, aos 78 anos de idade.